# EPrix van Monte Carlo 2019
De ePrix van Monte Carlo 2019, een race uit het Formule E-kampioenschap, werd gehouden op 11 mei 2019 op het Circuit de Monaco. Het was de negende race van het seizoen.
De race werd gewonnen door polesitter Jean-Éric Vergne voor het team DS Techeetah Formula E Team, die de eerste coureur werd met twee zeges in het huidige seizoen. Oliver Rowland werd voor het Nissan e.Dams tweede; hij kwalificeerde zich oorspronkelijk op pole position, maar door een straf vanwege een ongeluk in de vorige ePrix in Parijs moest hij als derde van start gaan. Venturi Formula E Team-coureur Felipe Massa werd derde en behaalde het eerste Formule E-podium uit zijn carrière.

## Kwalificatie
| Pos               | No | Coureur                | Team                        | Q1     | Q2     | Grid |
| ----------------- | -- | ---------------------- | --------------------------- | ------ | ------ | ---- |
| 1                 | 22 | Oliver Rowland         | Nissan e.Dams               | 50.161 | 50.021 | 3    |
| 2                 | 25 | Jean-Éric Vergne       | DS Techeetah Formula E Team | 50.048 | 50.042 | 1    |
| 3                 | 20 | Mitch Evans            | Panasonic Jaguar Racing     | 50.247 | 50.112 | 12   |
| 4                 | 94 | Pascal Wehrlein        | Mahindra Racing             | 50.058 | 50.128 | 2    |
| 5                 | 19 | Felipe Massa           | Venturi Formula E Team      | 50.090 | 50.218 | 4    |
| 6                 | 23 | Sébastien Buemi        | Nissan e.Dams               | 50.140 | 50.234 | 5    |
| 7                 | 27 | Alexander Sims         | BMW i Andretti Motorsport   | 50.351 |        | 6    |
| 8                 | 3  | Alex Lynn              | Panasonic Jaguar Racing     | 50.370 |        | 7    |
| 9                 | 28 | António Félix da Costa | BMW i Andretti Motorsport   | 50.375 |        | 8    |
| 10                | 7  | José María López       | Geox Dragon Racing          | 50.432 |        | 9    |
| 11                | 5  | Stoffel Vandoorne      | HWA Racelab                 | 50.451 |        | 10   |
| 12                | 4  | Robin Frijns           | Envision Virgin Racing      | 50.498 |        | 11   |
| 13                | 11 | Lucas di Grassi        | Audi Sport ABT Schaeffler   | 50.502 |        | 13   |
| 14                | 6  | Maximilian Günther     | Geox Dragon Racing          | 50.514 |        | 22   |
| 15                | 2  | Sam Bird               | Envision Virgin Racing      | 50.526 |        | 14   |
| 16                | 16 | Oliver Turvey          | NIO Formula E Team          | 50.578 |        | 15   |
| 17                | 64 | Jérôme d'Ambrosio      | Mahindra Racing             | 50.601 |        | 19   |
| 18                | 66 | Daniel Abt             | Audi Sport ABT Schaeffler   | 50.602 |        | 16   |
| 19                | 48 | Edoardo Mortara        | Venturi Formula E Team      | 50.618 |        | 21   |
| 20                | 17 | Gary Paffett           | HWA Racelab                 | 50.664 |        | 17   |
| 21                | 8  | Tom Dillmann           | NIO Formula E Team          | 50.811 |        | 18   |
| 22                | 36 | André Lotterer         | DS Techeetah Formula E Team | 51.018 |        | 20   |
| 110%-tijd: 55.052 |    |                        |                             |        |        |      |

## Race
| Pos | No | Coureur                | Team                        | Rondes | Tijd/Oorzaak uitval | Grid | Punten |
| --- | -- | ---------------------- | --------------------------- | ------ | ------------------- | ---- | ------ |
| 1   | 25 | Jean-Éric Vergne       | DS Techeetah Formula E Team | 51     | 46:05.547           | 1    | 25     |
| 2   | 22 | Oliver Rowland         | Nissan e.Dams               | 51     | +0.201              | 3    | 21     |
| 3   | 19 | Felipe Massa           | Venturi Formula E Team      | 51     | +1.261              | 4    | 15     |
| 4   | 94 | Pascal Wehrlein        | Mahindra Racing             | 51     | +1.439              | 2    | 13     |
| 5   | 23 | Sébastien Buemi        | Nissan e.Dams               | 51     | +6.215              | 5    | 10     |
| 6   | 20 | Mitch Evans            | Panasonic Jaguar Racing     | 51     | +16.213             | 12   | 8      |
| 7   | 36 | André Lotterer         | DS Techeetah Formula E Team | 51     | +16.848             | 20   | 6      |
| 8   | 3  | Alex Lynn              | Panasonic Jaguar Racing     | 51     | +18.112             | 7    | 4      |
| 9   | 5  | Stoffel Vandoorne      | HWA Racelab                 | 51     | +18.551             | 10   | 2      |
| 10  | 7  | José María López       | Geox Dragon Racing          | 51     | +18.860             | 9    | 1      |
| 11  | 64 | Jérôme d'Ambrosio      | Mahindra Racing             | 51     | +21.488             | 19   |        |
| 12  | 17 | Gary Paffett           | HWA Racelab                 | 51     | +21.853             | 17   |        |
| 13  | 27 | Alexander Sims         | BMW i Andretti Motorsport   | 51     | +26.934             | 6    |        |
| 14  | 8  | Tom Dillmann           | NIO Formula E Team          | 51     | +31.861             | 18   |        |
| 15  | 66 | Daniel Abt             | Audi Sport ABT Schaeffler   | 51     | +49.400             | 16   |        |
| 16  | 2  | Sam Bird               | Envision Virgin Racing      | 50     | Ongeluk             | 14   |        |
| 17  | 4  | Robin Frijns           | Envision Virgin Racing      | 46     | Ongeluk             | 11   |        |
| DNF | 16 | Oliver Turvey          | NIO Formula E Team          | 32     | Ongeluk             | 15   |        |
| DNF | 11 | Lucas di Grassi        | Audi Sport ABT Schaeffler   | 31     | Ongeluk             | 13   |        |
| DNF | 48 | Edoardo Mortara        | Venturi Formula E Team      | 29     | Ongeluk             | 21   |        |
| DNF | 6  | Maximilian Günther     | Geox Dragon Racing          | 29     | Ongeluk             | 22   |        |
| DSQ | 28 | António Félix da Costa | BMW i Andretti Motorsport   | 51     | Gediskwalificeerd   | 8    |        |

## Tussenstanden wereldkampioenschap

### Coureurs
| Positie | No. | Rijder                 | Team                        | Punten |
| ------- | --- | ---------------------- | --------------------------- | ------ |
| 01      | 25  | Jean-Éric Vergne       | DS Techeetah Formula E Team | 87     |
| 02      | 36  | André Lotterer         | DS Techeetah Formula E Team | 86     |
| 03      | 4   | Robin Frijns           | Envision Virgin Racing      | 81     |
| 04      | 28  | António Félix da Costa | BMW i Andretti Motorsport   | 70     |
| 05      | 11  | Lucas di Grassi        | Audi Sport ABT Schaeffler   | 70     |
| 06      | 20  | Mitch Evans            | Panasonic Jaguar Racing     | 69     |
| 07      | 64  | Jérôme d'Ambrosio      | Mahindra Racing             | 65     |
| 08      | 22  | Oliver Rowland         | Nissan e.dams               | 59     |
| 09      | 66  | Daniel Abt             | Audi Sport ABT Schaeffler   | 59     |
| 10      | 2   | Sam Bird               | Envision Virgin Racing      | 54     |

### Constructeurs
| Positie | Team                        | Punten |
| ------- | --------------------------- | ------ |
| 01      | DS Techeetah Formula E Team | 173    |
| 02      | Envision Virgin Racing      | 135    |
| 03      | Audi Sport ABT Schaeffler   | 129    |
| 04      | Mahindra Racing             | 116    |
| 05      | Nissan e.dams               | 99     |
| 06      | BMW i Andretti Motorsport   | 88     |
| 07      | Venturi Formula E Team      | 84     |
| 08      | Panasonic Jaguar Racing     | 74     |
| 09      | HWA Racelab                 | 28     |
| 10      | Geox Dragon Racing          | 13     |